# 俞賢穆
俞賢穆（1925年7月2日– 2009年6月28日）是韩国电影导演以及电影教育者 。他生于沙里院。 他是跆拳机器人V的導演。他曾獲得大鐘賞、韩国电影评论家协会奖。2009年6月28日，俞賢穆因中风去世。